# نادی‌تول
نادی‌تِوِل (به مجاری:  Nagytevel) یک شهرداری در مجارستان است که در ناحیه پاپا واقع شده‌است. نادی‌تول ۱۴٫۴۱ کیلومتر مربع مساحت و ۵۵۱ نفر جمعیت دارد.